# Глајрич
Глајрич (њем. Gleiritsch) општина је у њемачкој савезној држави Баварска. Једно је од 33 општинска средишта округа Швандорф. Према процјени из 2010. у општини је живјело 655 становника. Посједује регионалну шифру (AGS) 9376131.

## Географски и демографски подаци
Глајрич се налази у савезној држави Баварска у округу Швандорф. Општина се налази на надморској висини од 493 метра. Површина општине износи 10,9 km². У самом мјесту је, према процјени из 2010. године, живјело 655 становника. Просјечна густина становништва износи 60 становника/km².